# 玛丽娜·黑格林
玛丽娜·黑格林（德語：Marina Hegering，1990年5月17日—），德国女子足球运动员，场上位置是后卫，2022年欧洲女子足球锦标赛银牌得主、2024年夏季奥林匹克运动会女子铜牌得主。